# Raphael Guimarães de Paula
Raphael Guimarães de Paula, mais conhecido como Dodô (Lagoa Santa, 5 de setembro de 1994), é um futebolista brasileiro que atua como meia. Atualmente joga pelo Remo.

## Carreira

### Início
Nascido em Vespasiano, no interior de Minas Gerais, Dodô iniciou a carreira nas categorias de base do Atlético Mineiro em 2005, quando tinha apenas 11 anos. Durante seu período na base, um dos treinadores o colocou o apelido de Dodô, não por ser um diminutivo de seu nome, mas pelo fato do meia parecer muito com o atacante Dodô, o artilheiro dos gols bonitos, que nos anos 2000 fez sucesso em grandes clubes brasileiros como São Paulo, Botafogo e Fluminense, chegando a seleção brasileira. 

### Atlético Mineiro
Fez a sua estreia em 9 de outubro de 2013, contra a Ponte Preta, onde seu time acabou derrotado por 0-2. No dia 8 de novembro de 2014, Dodô marcou seu primeiro gol na vitória sobre o Palmeiras por 2-0. Renovou com o Atlético Mineiro até novembro de 2019.

### Figueirense
Em fevereiro de 2016, após muitas especulações, é emprestado por um ano ao Figueirense, como parte da negociação do clube mineiro para a contratação do atacante Clayton.
Fez um golaço contra o Corinthians na Arena Corinthians, em um chute forte de fora da área.
Jogou 29 partidas e marcou 4 gols no Brasileirão de 2016.

### Chapecoense
Foi emprestado a Chapecoense para jogar a temporada 2017.

### Botafogo-SP
Foi contrato pelo Botafogo de Ribeirão Preto para o Campeonato Paulista. Disputou 14 jogos marcando 1 gol. 

### Fortaleza
Após o final do Paulistão de 2018, Dodô foi repassado, por empréstimo, para o Fortaleza.

### Khor Fakkan
Em junho de 2019, Dodô assinou por empréstimo de um ano com o Khor Fakkan, dos Emirados Árabes Unidos. Disputou 25 jogos e marcou oito gols pela equipe durante a temporada 2019–20. Ao fim do empréstimo, chegou a um acordo de rescisão contratual com o Atlético e se transferiu de forma definitiva para o clube emiradense.

## Seleção Brasileira
Dodô foi convocado para defender a Seleção Brasileira nos Jogos Pan-Americanos de 2015, no Canadá. Foi chamado pelo técnico Rogério Micale, treinador da Seleção Sub-20, já que para tal competição é necessário idade olímpica.

## Títulos
Atlético Mineiro
- Copa do Brasil: 2014
- Campeonato Mineiro: 2015

Chapecoense
- Campeonato Catarinense: 2017

Fortaleza
- Campeonato Brasileiro - Série B: 2018
- Campeonato Cearense: 2019
- Copa do Nordeste: 2019

Remo
- Campeonato Paraense: 2025[9]